# 郵政信箱

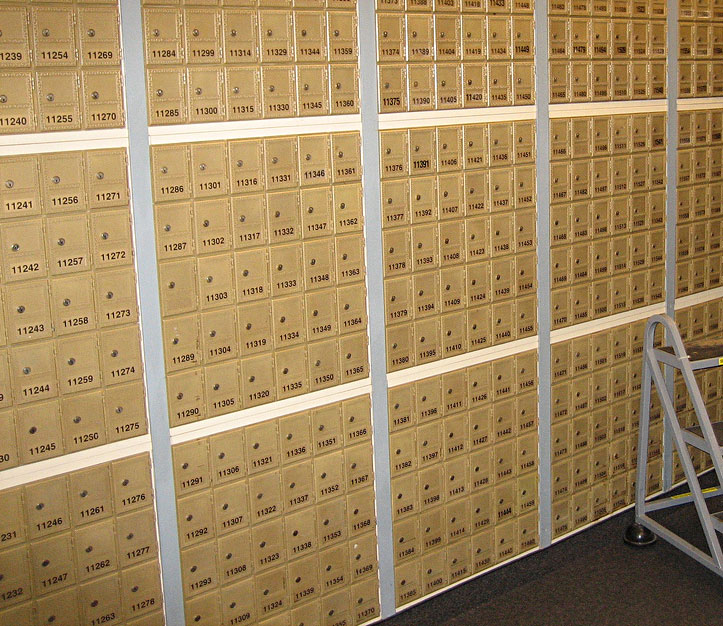
從外面的角度看郵政信箱。

郵政信箱是一種放在郵政局裡面的私人收件箱。

## 用途
在非洲及中東的很多國家，那裡的郵政局並不會將郵件送到府上，因為那裡居住著很多沒有固定地址的居民，親自到郵政局取件是唯一可以收到郵件的方法。他們會在郵政局租用郵政信箱，寄給他們的信會被送到個別郵政信箱而非直接送到府上。在美國、加拿大和澳洲的郊野地方，由於人煙稀少，送件到府並不符合成本效益，當地的郵政局會以較低的價錢甚至免費借出郵政信箱給居民。
除了因居住地點偏僻或沒有固定居住地而無法享用送件到府的服務外，部分居住在有優質郵政服務的城市的人，仍然會選擇專程走到郵政局使用郵政信箱，因為：
- 一些可信性成疑的公司會濫用郵政信箱匿名的特性。
- 當郵件被送到各區的郵政局後，寄到郵政信箱的郵件會被馬上放入箱內，根據地區的不同，郵政信箱使用者有時可能會比選擇在家中或公司收件的人更快拿到郵件。
- 經常收到需要在郵政局簽收的郵件或大型包裹的人，簽收時可順便把郵政信箱內的其他郵件一併取走。
- 有些收件人會想要一個出名的地址，如華盛頓哥倫比亞特區（收件者並不是在此居住或經營公司）。這特殊的郵政信箱需求使華盛頓設有很多郵政信箱。
- 收件數量很多的大型公司會為個別部門租用專用的郵政信箱，這樣公司便不用將為數甚多的郵件分類至其下各部門，節省成本。
- 設置在郵政局的郵政信箱比家中的郵箱安全，防止郵件失竊及個人資料被濫用。
- 軍事單位或某些政府機構，基於保防等理由，不允許直接寄送郵件，僅能寄到郵政信箱。

## 費用
郵政信箱的租賃可分為個人及商業用途，租賃方式通常是月租或年租，而收費則由郵政信箱的容量及位置決定。位於中心商務區的郵政信箱通常會收取較高租金。從前，美國國內任何區域的郵政信箱的租金都是劃一的，但現在已改為由位置去決定租金。不過，合乎資格的人士可以獲得豁免收費。

## 容量
收件者可以按自己的需求選擇不同大小的郵政信箱。當一個郵政信箱收到一件無法放入箱內的大型包裹時，郵政局職員會在箱內放一張告示，通知郵政信箱持有人到服務櫃檯取件。有時郵政局職員亦會將包裹放入一個更大的儲物櫃內，並在收件人的郵政信箱留下一條可以開啟該儲物櫃的鑰匙。
經常收到大量郵件的用戶可使用上鎖郵袋，其功能與郵政信箱相同。在美國上鎖郵袋被稱為「呼叫者服務（Caller Service）」，它們的編號方式與郵政信箱相同。
在澳洲郵政局提供三種大小的郵政信箱，不同大小的郵政信箱被一起安裝在同一面牆下，排列方式看似雜亂無章，不過其實是被精心安排的。在美國有五種大小的郵政信箱供收件者選擇，通常最小的郵政信箱放上面，較大的郵政信放在下面。

## 數量
不同郵政局擁有不同數量的郵政信箱，有些鄉間的郵政局只有少於一百個的郵政信箱，然而大都會的郵政局可能有超過十萬個郵政信箱。

## 位置
郵政信箱通常安裝在郵政局的外牆或內牆上，郵政局職員會從裡面放郵件進去，郵政信箱持有人可從外面收件。在美國的郵政局裡，放置郵政信箱的大堂通常與設有服務櫃檯的大堂分開，這樣在非辦公時間時，人們仍可在依然開放的郵政信箱大堂取件。然而，從二十世紀八十年代開始，市區的郵政局不再將郵政信箱大堂通宵開放，因為這些大堂在晚間成為了露宿者的住處。

## 編號
有些時候，一個城市內不同郵政局之間的郵政信箱會使用同一套編號系統，例如中央郵政局使用編號1-999的郵政信箱，而另一間分局則使用編號1001-1999的郵政信箱。在美國很多的城市，郵政信箱編號的首兩碼通常與該城市的ZIP編號的尾二碼相同，其餘三至四個數字用作表示該郵政信箱。舉例來說，在芝加哥，編號11000-11999的郵政信箱的ZIP編號是60611，編號12000-12999的郵政信箱的ZIP編號是60612。
在新西兰，設有編號1-400,000的郵政信箱。雖然這套編號已經可以表示每一個郵政信箱的位置，但在2006年，新西兰的郵政信箱開始被授予個別的郵區編號。
在臺灣是以當地各支局的支局代碼作為信箱編號，如台中向上郵局(台中70支)的郵政信箱就以70-58，58為該支局信箱之代碼。

### 排列
一個郵政信箱有兩面，兩面都可以打開並放入或取出郵件，內部的一面供郵政局職員分發郵件進去，與之相對的另一面則讓郵政信箱持有人取件。通常，從內部的角度看，郵政信箱是按次序從左到右、上到下排列（先橫排後縱排），因此郵政信箱持有人從外面看時，郵政信箱會以從右到左的方式排列。
一些國家的郵政信箱的排列方式會有所不同，例如美國的郵政信箱從外面看時，排列次序是從左到右。不過，一些新建的郵政局內的郵政信箱，已改成從外面看時，會以從上到下、由左至右的次序排列（先縱排後橫排），並以有效數字來識別郵政信箱的位置。

## 地址

### 美國
在美國，一個郵政信箱的地址通常是這樣的：
（為了表現郵政信箱的地址在美國的實際表示方式，以下地址例範使用英文地址的排序方式，即次序與中文地址相反）
約翰·史密斯
郵政信箱 6789
某城 ST 12345-6789
郵政信箱的ZIP+4編號的最後四個碼通常與信箱編號的最後四個碼相同。然而，由於沒有一套統一的編號系統，以上準則未必適用於所有的郵政信箱。

### 台灣
在台灣，一個郵政信箱的地址是這樣的：
123900
OO第X-456號信箱
而英文格式是：
P.O.Box X-456 OO, OOO City 123900, Taiwan (R.O.C.)
民眾普遍習慣使用的「OO郵政X-456號信箱」格式亦可以寄達。OO通常為該郵局所在地的地名，有時則會以所屬責任中心局（901支局）之名稱。X通常為該郵局的支局編號，但當使用的OO名稱非所屬責任中心局名稱時，通常會另行編號（如新店水尾郵局為板橋60支局，新店郵局為板橋41支局，編號算法為60-41，故新店水尾郵局為新店19支）；如該郵局本身即為責任中心局時，則會省去X的使用，例如：
- 設於彰化中央路郵局（彰化責任中心局）的郵政信箱地址為：彰化郵局第456號信箱
- 設於高雄新樂郵局（高雄1支局）的郵政信箱地址為：高雄郵局第1-456號信箱
- 設於新店水尾郵局（板橋60支局）的郵政信箱地址為：新店郵局第19-456號信箱

在使用3+3的六碼郵遞區號時，前三碼為所屬地區，後三碼為9+所屬責任中心局支局編號（如新店水尾郵局為231960），若不知支局編號後三碼可使用900替代。

### 香港

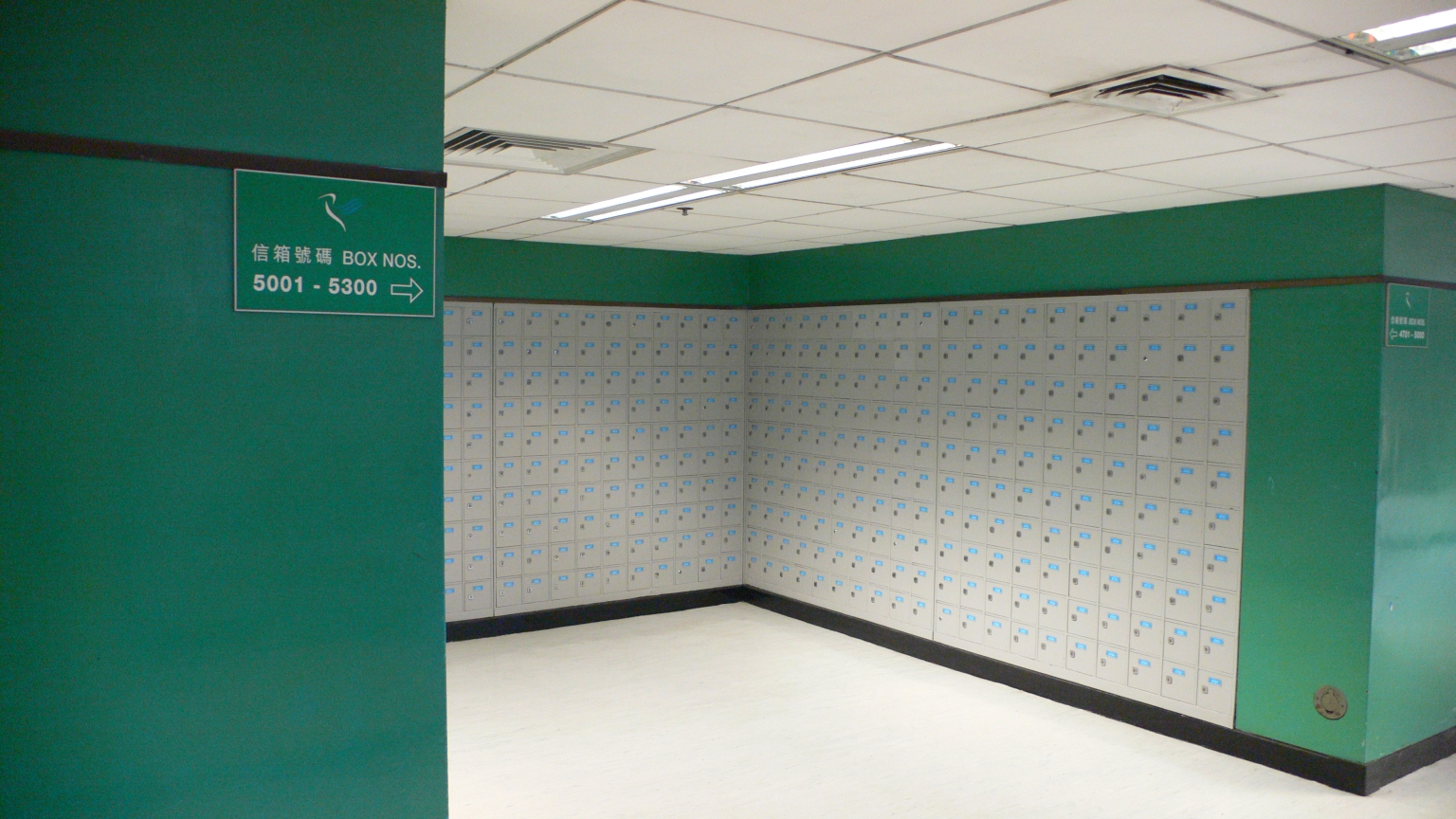
香港郵政總局內的郵政信箱

在香港，一個郵政信箱的地址是這樣的：
香港郵政總局郵政信箱第1號
而英文格式是：
G.P.O Box 1 ,
HONG KONG
- 1-12000：郵政總局
- 12001-61000：香港島
- 61001-89999：九龍
- 90000-99999：尖沙咀

## 外部連結
- 香港郵政有關郵政信箱租賃服務的資訊 （页面存档备份，存于）
- 澳门郵政有關郵政信箱租賃服務的資訊 （页面存档备份，存于）
- 台灣中華郵政有關郵政信箱租賃服務的資訊 （页面存档备份，存于）
- 新加坡郵政有關郵政信箱租賃服務的資訊 （页面存档备份，存于）
- 马来西亚郵政有關郵政信箱租賃服務的資訊 （页面存档备份，存于）
- 日本郵政有關郵政信箱租賃服務的資訊 （页面存档备份，存于）
- 美國郵政服務有關郵政信箱租賃服務的資訊 （页面存档备份，存于）
- 澳洲郵政有關郵政信箱租賃服務的資訊 （页面存档备份，存于）
- 新西兰郵政有關郵政信箱租賃服務的資訊 （页面存档备份，存于）
- 加拿大郵政有關郵政信箱租賃服務的資訊 （页面存档备份，存于）
- 英國皇家郵政有關郵政信箱租賃服務的資訊 （页面存档备份，存于）